# Josué Reyes
Josué Emmanuel Reyes Santacruz, noto semplicemente come Josué Reyes (Cajeme, 10 dicembre 1997), è un calciatore messicano, difensore del Dorados.

## Caratteristiche tecniche
È un difensore centrale.

## Carriera
Cresciuto nel settore giovanile del Cruz Azul, debutta in prima squadra il 26 febbraio 2020 in occasione dell'incontro di CONCACAF Champions League vinto 4-0 contro il Portmore Utd; l'8 marzo seguente gioca anche il suo primo incontro di Liga MX giocando gli ultimi minuti della sfida vinta 4-2 contro il Club Tijuana.
Il 14 aprile 2021 realizza la sua prima rete in carriera, nell'ampia vittoria per 8-0 contro l'Arcahaie in CONCACAF Champions League.

## Statistiche
Statistiche aggiornate al 14 aprile 2020.

### Presenze e reti nei club
| Stagione        | Squadra         | Campionato      | Campionato | Campionato | Coppe nazionali | Coppe nazionali | Coppe nazionali | Coppe continentali | Coppe continentali | Coppe continentali | Altre coppe | Altre coppe | Altre coppe | Totale | Totale | Totale |
| Stagione        | Squadra         | Comp            | Pres       | Reti       | Comp            | Pres            | Reti            | Comp               | Pres               | Reti               | Comp        | Pres        | Reti        | Pres   | Reti   |        |
| --------------- | --------------- | --------------- | ---------- | ---------- | --------------- | --------------- | --------------- | ------------------ | ------------------ | ------------------ | ----------- | ----------- | ----------- | ------ | ------ | ------ |
| 2019-2020       | Cruz Azul       | LMX             | 1          | 0          | CM              | 0               | 0               | CCL                | 1                  | 0                  |             | -           | -           | 2      | 0      |        |
| 2020-2021       | Cruz Azul       | LMX             | 9          | 0          | -               | -               | -               | CCL                | 2                  | 1                  |             | -           | -           | 11     | 1      |        |
| Totale carriera | Totale carriera | Totale carriera | 10         | 0          |                 | 0               | 0               |                    | 3                  | 1                  |             | -           | -           | 13     | 1      |        |